# 73862 Mochigasechugaku
73862 Mochigasechugaku è un asteroide della fascia principale. Scoperto nel 1996, presenta un'orbita caratterizzata da un semiasse maggiore pari a 2,3893202 UA e da un'eccentricità di 0,0774686, inclinata di 7,32397° rispetto all'eclittica.